# Glansmuggen
De glansmuggen (Ptychopteridae) zijn een familie uit de orde van de tweevleugeligen (Diptera), onderorde muggen (Nematocera). Wereldwijd omvat deze familie zo'n 27 genera en 156 soorten.

## Taxonomie
De volgende taxa worden bij de familie ingedeeld:
- Onderfamilie Bittacomorphinae Alexander, 1920
  - Geslacht Bittacomorpha Westwood, 1835
  - Geslacht Bittacomorphella Alexander, 1916
  - Geslacht  † Probittacomorpha Freiwald & Willmann, 1992
  - Geslacht  † Zhiganka Lukashevich, 1995
- Onderfamilie Ptychopterinae Osten Sacken, 1862
  - Geslacht  † Brodilka Lukashevich et al., 2001
  - Geslacht Ptychoptera Meigen, 1803
- Onderfamilie  † Eoptychopterinae Handlirsch, 1906
  - Geslacht  † Architendipes Rohdendorf 1962
  - Geslacht  † Crenoptychoptera Kalugina, 1985
  - Geslacht  † Doptychoptera Lukashevich, 1998
  - Geslacht  † Eoptychoptera Handlirsch, 1906
  - Geslacht  † Leptychoptera Lukashevich & Azar, 2003
  - Geslacht  † Nedoptychoptera Lukashevich, 1998
- Onderfamilie  † Eoptychopterininae Lukashevich, 1995
  - Geslacht  † Bolboia Kalugina, 1989
  - Geslacht  † Eoptychopterina Kalugina, 1985
- Onderfamilie  † Proptychopterininae Lukashevich, 1995
  - Geslacht  † Proptychopterina Kalugina, 1985

## In Nederland waargenomen soorten
- Genus: Ptychoptera
  - Ptychoptera albimana
  - Ptychoptera contaminata
  - Ptychoptera lacustris
  - Ptychoptera longicauda
  - Ptychoptera minuta
  - Ptychoptera paludosa
  - Ptychoptera scutellaris